# Бесейте
Бесейте (ісп. Beceite, кат. Beceit,Beseit) — муніципалітет в Іспанії, у складі автономної спільноти Арагон, у провінції Теруель. Населення — 608 осіб (2010).
Муніципалітет розташований на відстані близько 330 км на схід від Мадрида, 120 км на північний схід від міста Теруель.

## Демографія
Динаміка населення (INE ):